# Sanguinaro
Sanguinaro è una piccola frazione divisa dalla via Emilia nei comuni di Fontanellato e di Noceto, in provincia di Parma.
La località dista 4,75 km da Fontanellato e 3,91 km da Noceto.

## Origini del nome
La località deve tradizionalmente il suo nome al sangue che vi sarebbe stato versato durante una feroce battaglia del XII secolo, che coinvolse l'imperatore del Sacro Romano Impero Federico Barbarossa; pare infatti che al termine dello scontro scorresse tanto abbondante da aver fatto girare tre volte le ruote del mulino che sorgeva sulla fossaccia Scannabecco. In realtà la colorazione rossastra dell'acqua che ancora vi fluisce è dovuta al terreno ricco di ferro attraversato dal ruscello.

## Storia
La frazione nacque probabilmente in epoca alto medievale lungo la Via Francigena, percorsa dai numerosi pellegrini che dal nord Europa si dirigevano a Roma; nella prima metà dell'XI secolo vi fu edificata la romanica chiesa dei Santi Simone e Giuda; accanto ad essa furono innalzati anche due ospedali per poveri e pellegrini, guidati dai cavalieri dell'Ordine dell'Ospedale di San Giovanni di Gerusalemme, che nel 1168 presero in gestione anche la pieve.
Il territorio, conteso da parmigiani e borghigiani, in quanto collocato originariamente lungo il confine fra i territori da loro amministrati, fu sede di numerosi scontri che osteggiarono i due comuni medievali; in particolare si ha testimonianza di violente battaglie che vi si tennero nel 1148, nel 1152 e nel 1198, a causa di varie ribellioni dei fidentini al dominio parmense.
Nel 1198 il Comune di Parma vi edificò un castello con funzioni difensive, che fu danneggiato nel 1218 dalle truppe milanesi e distrutto l'anno successivo da quelle piacentine, che rasero al suolo anche il borgo di Sanguinaro.
Nel 1249 l'imperatore Federico II di Svevia investì del feudo il marchese Oberto II Pallavicino. Il castello, successivamente ricostruito, nel 1314 fu espugnato da Giberto III da Correggio; nel 1322 i marchesi Pallavicino del ramo di Scipione riconquistarono il maniero e lo diedero alle fiamme, senza più riedificarlo.
Nel 1431 il borgo fu abbandonato per alcuni anni dagli abitanti in segno di protesta contro le tasse imposte dal Comune di Parma.
Sanguinaro fu nuovamente teatro di devastazioni nel 1526, da parte delle truppe dei lanzichenecchi, dirette a Fiorenzuola prima del Sacco di Roma.

## Monumenti e luoghi d'interesse

### Chiesa dei Santi Simone e Giuda

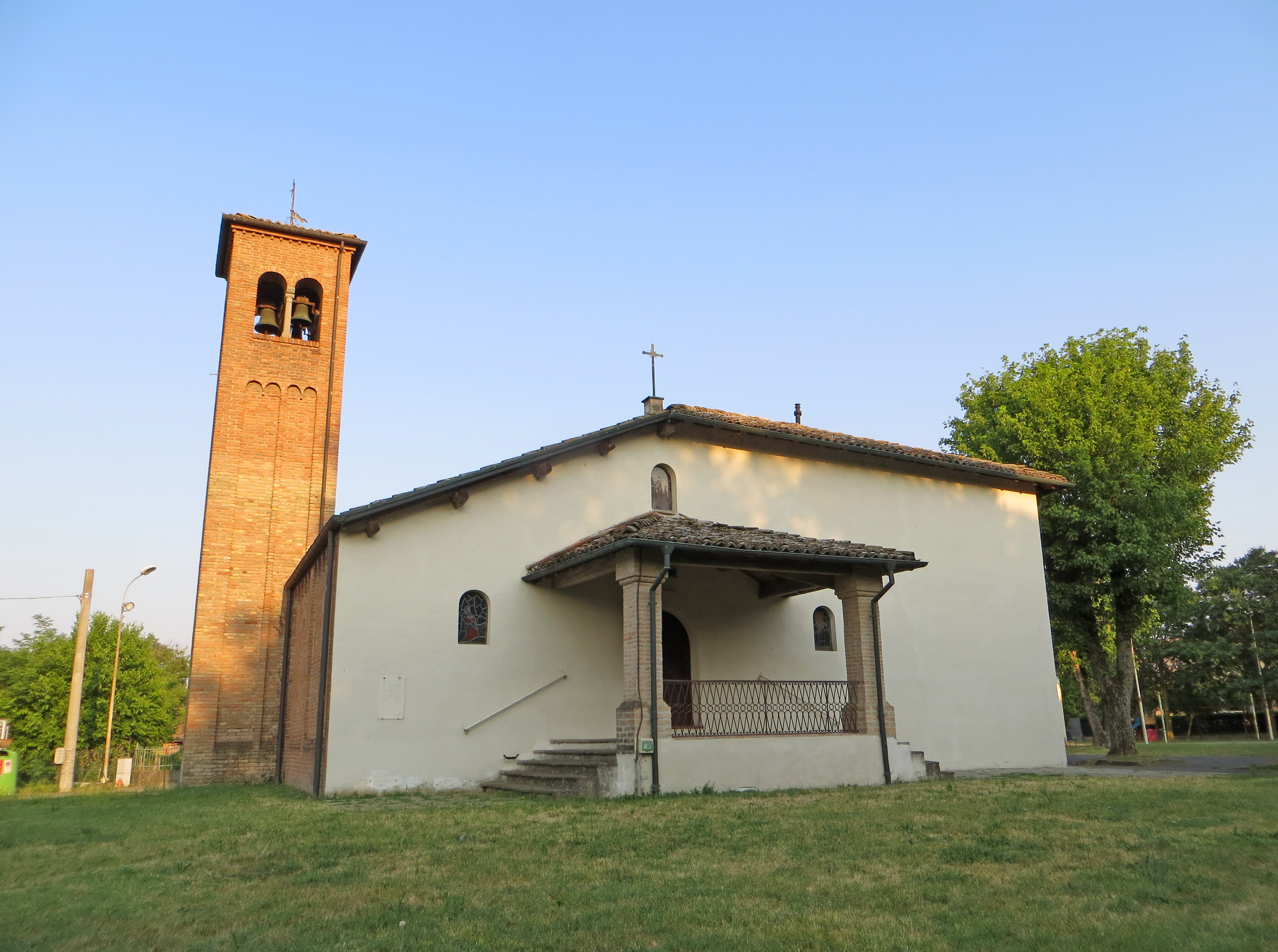
Facciata

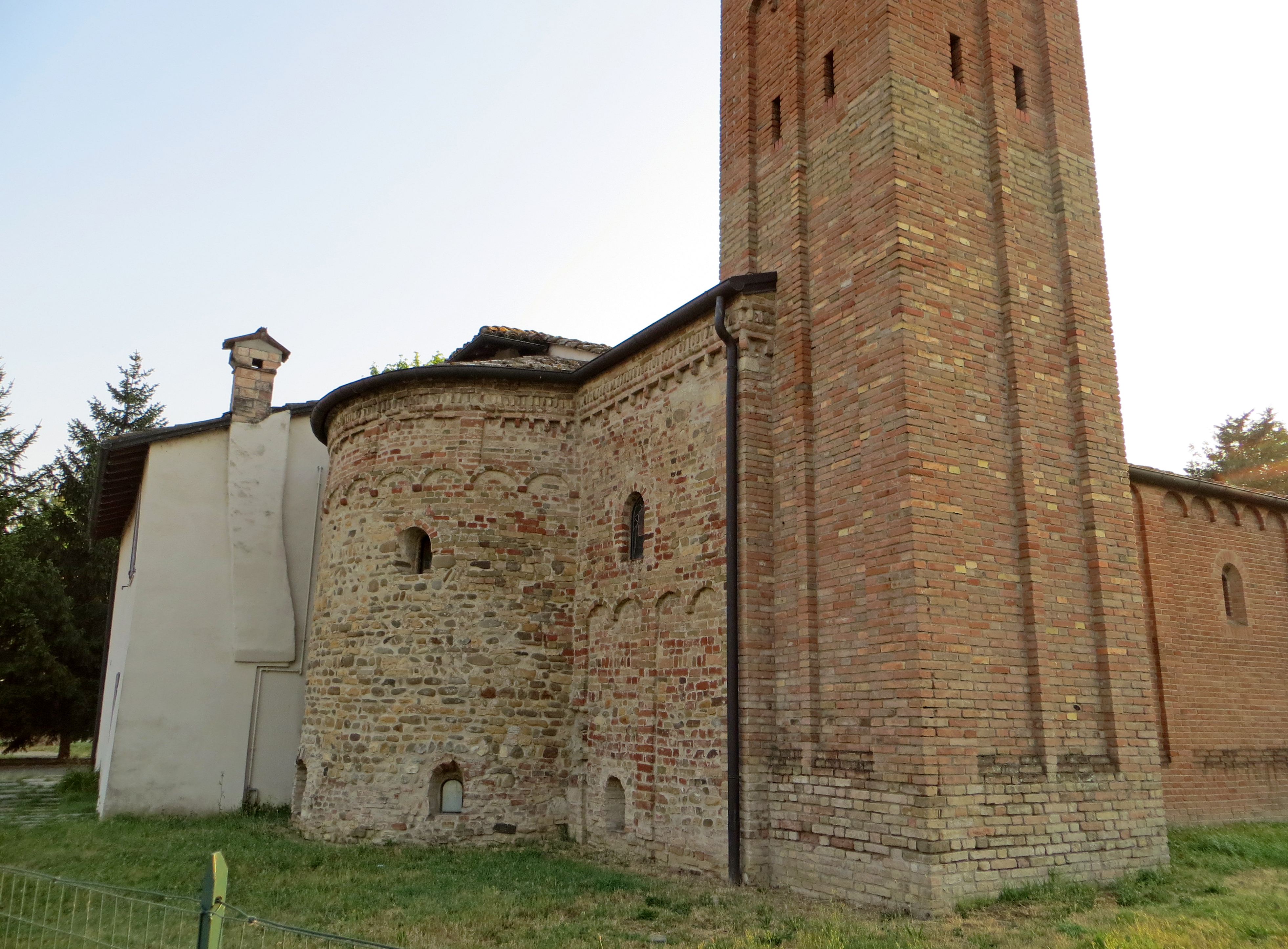
Abside

Innalzata nell'XI secolo, la chiesa fu modificata dai cavalieri Ospitalieri alla fine del XV secolo e nel 1578; abbandonata dai melitensi nel 1798 a causa delle soppressioni napoleoniche degli ordini religiosi, fu alienata a privati nel 1864 e ristrutturata tra il 1910 e il 1915, con la costruzione della nuova facciata con portico e della canonica annessa; dell'edificio originario si conservano ancora intatte la zona absidale, decorata internamente con pregevoli affreschi tardogotici, e l'ampia cripta, suddivisa in tre navate sviluppate su cinque campate oltre al transetto e ai tre absidi.

### Castello
Eretto nel 1198 a breve distanza dal centro abitato, il castello fu distrutto nel 1322; oggi ne rimangono soltanto i resti di alcune spesse mura visibili lungo la via dei Muroni, seppur parzialmente nascosti dalla vegetazione.